# Armenisch-Deutsche Korrespondenz
Die Armenisch-Deutsche Korrespondenz (ADK) ist eine vierteljährlich erscheinende Publikation der Deutsch-Armenische Gesellschaft (DAG). Sie enthält aktuelle Berichte zu allen für Armenien und die Armenier relevanten Themen aus vielen Lebensbereichen, wie Politik, Wirtschaft, Kultur, Geschichte, Religion und Menschenrechte. Darüber hinaus veröffentlicht die ADK Buch- und Tonträgerrezensionen und weist auf aktuelle Veranstaltungen hin. Die Autoren überlassen der Redaktion ihre Beiträge in der Regel honorarfrei. Unter ihnen sind – vor allem auf dem Gebiet der internationalen Politikwissenschaft, der Völkermordforschung und der Kunstwissenschaften – nicht wenige renommierte Forscher.
Für Mitglieder der Deutsch-Armenischen Gesellschaft ist der Bezug der ADK kostenlos.